# San Miguel (Schiff, 1905)
Die San Miguel war ein 1905 gebautes portugiesisches Fracht- und Passagierschiff, das im Liniendienst zu den Azoren und nach dem Verkauf 1930 als Guiné bis zum Abwracken 1950 nach Portugiesisch-Guinea verkehrte. In Portugal ist sie in Erinnerung, da im Ersten Weltkrieg der eskortierende Marinetrawler durch die Verteidigung das Entkommen ermöglichte und dabei versenkt wurde.

## Bau und technische Daten
Als Ersatz für die 1877 gebaute und im Liniendienst zu den Azoren eingesetzte Açor bestellte die portugiesische Reederei Empresa Insulana de Navegação 1904 einen größeren und moderneren Neubau bei der britischen Werft Sir Raylton Dixon and Company in Middlesbrough. Das kombinierte Fracht- und Passagierschiff erhielt beim Stapellauf am 21. Januar 1905 den Namen San Miguel nach dem Erzengel Michael.
Es war 91,44 Meter lang (Original-Angaben: 300,0 ft), 12,80 Meter (42,0 ft) breit und hatte einen Tiefgang von 5,00 Metern (16,4 ft). Sie war mit 2557 BRT bzw. 1625 NRT vermessen und hatte eine Tragfähigkeit von 3200 Tonnen. Zwei Dreizylinder-Dreifach-Expansionsmaschinen von North Eastern Marine Engineering aus Wallsend erzeugten 386 nhp und ermöglichten über zwei Schrauben eine Geschwindigkeit von 12,0 Knoten. Ihre Unterkünfte boten 135 Passagieren Platz, die Besatzung bestand aus 54 Mann.

## Geschichte

### San Miguelim Azorendienst (1905–1930)
Nach Ablieferung an die Reederei im April 1905 nahm die San Miguel den Liniendienst auf. Die Reederei unterhielt zwei monatliche Verbindungen von Lissabon zu den Azoren, von denen eine alle vier Wochen einen Zwischenstopp auf Madeira einlegte. Die nächsten Jahre verliefen ohne besondere Vorkommnisse und bis zum Ersten Weltkrieg sind keine Besonderheiten überliefert.

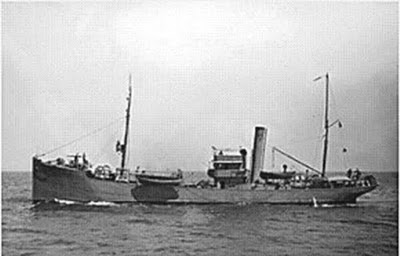
Marinetrawler Augusto de Castilho

Nach der Beschlagnahme deutscher Schiffe in portugiesischen Häfen und der folgenden deutschen Kriegserklärung trat Portugal im März 1916 auf Seiten der Entente in den Krieg ein. Die San Miguel soll zeitweise von der Regierung gechartert worden sein und wurde für nicht näher spezifizierte Nachschubtransporte eingesetzt. Im weiteren Verlauf kehrte die San Miguel auf die Azorenroute zurück und wurde dabei von Marineeinheiten eskortiert. Dabei kam es mehrfach zu Begegnungen mit deutschen U-Booten, die jedoch von den Begleitschiffen abgedrängt werden konnten – so am 21. und 23. August 1918 in Begleitung des Marinetrawlers Augusto de Castilho auf dem Weg von Funchal nach Lissabon oder am 6. Oktober in Begleitung der Celestino Soares auf dem Weg von Ponta Delgada nach Funchal.

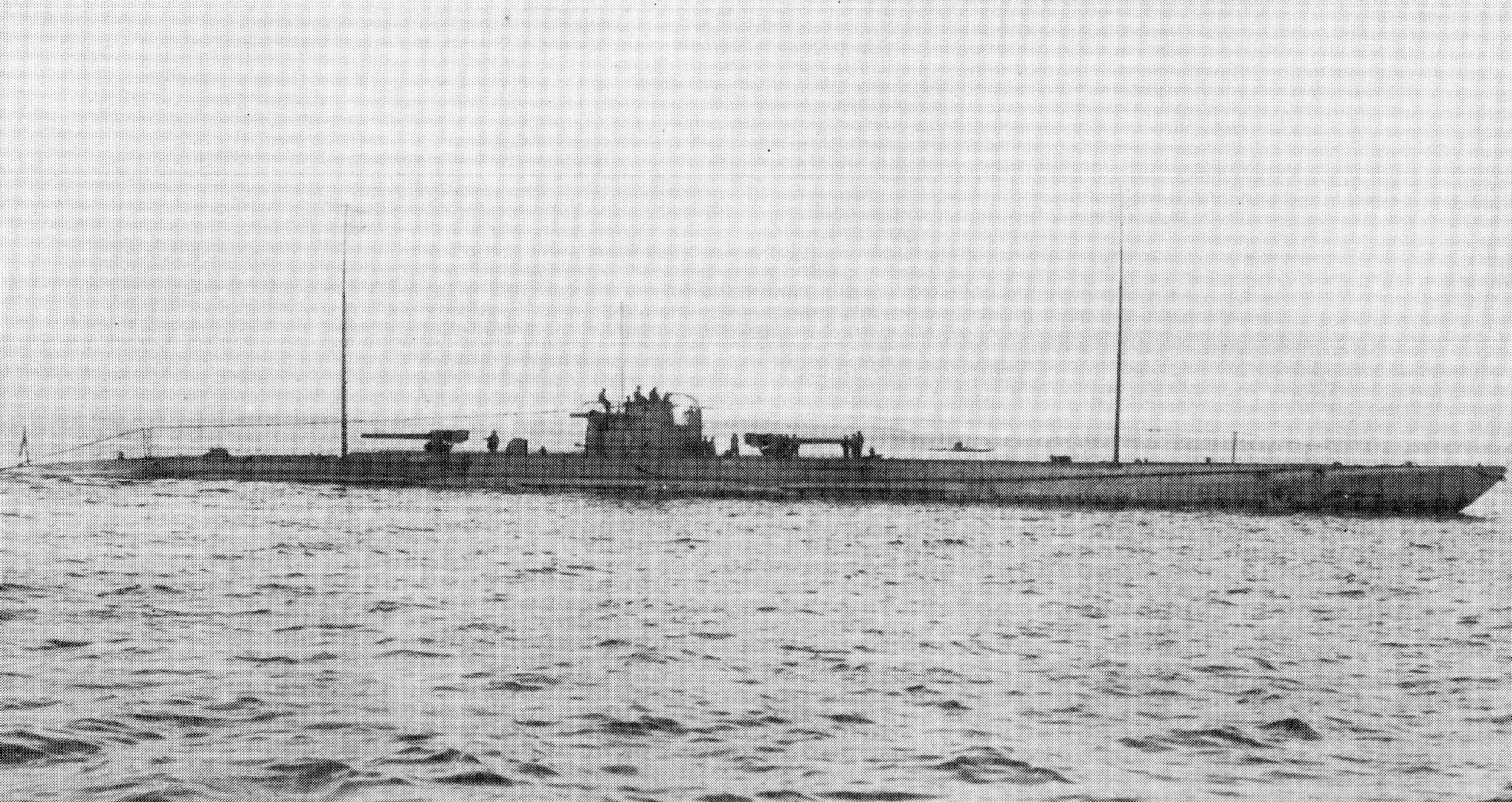
U-Boot U 139

Bei einer der nächsten Fahrten im Oktober 1918 wurde sie auf der Fahrt von Funchal nach Ponta Delgada wieder von der Augusto de Castilho eskortiert, als am 14. Oktober 1918 das deutsche U-Boot U 139 aufgetaucht angriff. Der Kommandant der Augusto de Castilho setzte sich zwischen U-Boot und San Miguel und griff das artilleristisch überlegene U-Boot an. Dadurch konnte das Passagierschiff entkommen. Nach Verbrauch der Munition kapitulierte die überlebende Besatzung des Trawlers, das Schiff wurde von der U-Boot-Besatzung durch Sprengladungen versenkt. In der portugiesischen Marinegeschichte des Ersten Weltkrieges war dies das wichtigste Seegefecht: Zwar unterlag die Augusto de Castilho, konnte jedoch die San Miguel mit den 206 Passagieren schützen.
1930 verkaufte die Empresa Insulana das Schiff und ersetzte es durch den Neubau Carvalho Araujo, der eine vergrößerte und modernere Version der San Miguel darstellte.

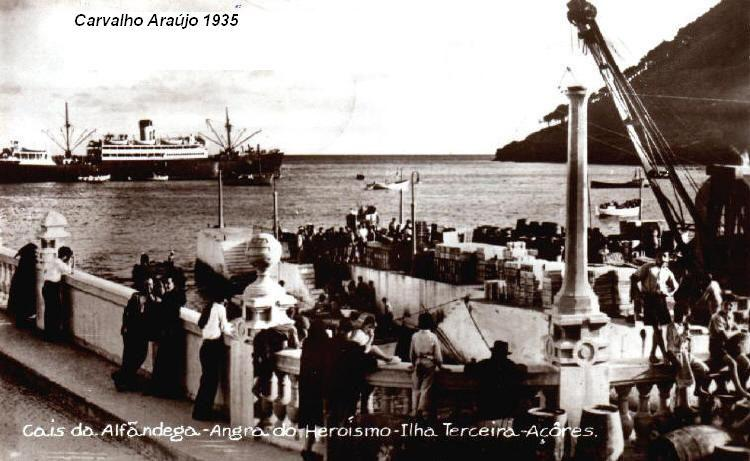
Die Nachfolgerin Carvalho Araujo

### Guinéauf der Azoren- und Kapverdenroute (1931–1950)
Käufer der San Miguel war die Reederei Companhia de Navegação Carregadores Açorianos, die es ohne Namensänderung ein Jahr später wieder an die Companhia Colonial de Navegação veräußerte. Diese gab dem Dampfer den Namen Guiné nach der gleichnamigen portugiesischen Kolonie. Heimathafen blieb Lissabon. Der neue Eigentümer setzte den Dampfer auf den Routen zu den Azoren, vor allem aber zwischen Lissabon, Las Palmas de Gran Canaria, Kap Verde und Portugiesisch-Guinea ein. Während des Zweiten Weltkrieges unternahm die Guiné zudem einige Fahrten an die Ostküste der Vereinigten Staaten.
Am 3. Juli 1950 traf die Guiné im schottischen Barrow-in-Furness auf der Abwrackwerft ein.